# Grand Theft Auto Advance
Grand Theft Auto Advance (souvent référencé sous le titre Grand Theft Auto) est un jeu vidéo d'action-aventure, développé par Digital Eclipse et édité par Take-Two Interactive, commercialisé le 2 janvier 2004 sur console portable Game Boy Advance. Le jeu est intitulé Grand Theft Auto Advance sur son écran titre ; la couverture du jeu et tout le contenu promotionnel l'intitule simplement Grand Theft Auto.
Le jeu est joué en vue du dessus. Contrairement aux autres volets Grand Theft Auto, les véhicules du jeu peuvent se retourner. Il s'agit du septième opus de la série Grand Theft Auto, et du troisième Grand Theft Auto développé sur console portable (GTA 1 et 2 sur Game Boy Color).
Il s'agit également du premier jeu de la série classifié « 16+ » par PEGI et « M » par l'Australian Classification Board.

## Scénario
Grand Theft Auto Advance est né de l'idée de porter Grand Theft Auto III sur Game Boy Advance, mais la console n'était pas assez puissante pour pouvoir faire tourner le jeu, et il aurait été beaucoup trop compliqué de transposer l'entièreté du système de jeu en 2D. Pour ces raisons, l'idée du portage a été abandonnée, remplacée par un tout nouveau jeu sur Game Boy Advance qui utiliserait la vue de haut des premiers opus (GTA 1, 2, London 1969 et London 61). 

## Univers

### Personnages
Le jeu possède son propre scénario et le protagoniste n'est plus Claude, mais un nouveau personnage nommé Mike. Certains personnages du jeu apparaissent également dans Grand Theft Auto III. L'histoire du jeu est assez mineure et influe peu sur les évènements de la ville.

## Système de jeu
Le joueur incarne Mike, un criminel sans importance aux yeux de la Mafia. L'objectif du jeu est de remplir au maximum son portefeuille. Pour ce faire, le jeu se compose d'une succession de missions à remplir aux quatre coins de la ville au service de commanditaires. Le joueur a également la possibilité de voler plusieurs véhicules contre rémunération. Par exemple, le joueur peut voler un taxi et gagner un peu d'argent en amenant des clients à leur point de rendez-vous. Idem pour les voitures de police lorsqu'il faut arrêter les bandits, et les ambulances, lorsqu'il faut conduire des patients à l'hôpital. Une fois suffisamment rémunéré, le joueur peut dépenser son argent à AmmuNation, l'armurerie de la ville, pour l'achat de battes de baseball, uzis, ou même lance-flammes.

## Développement

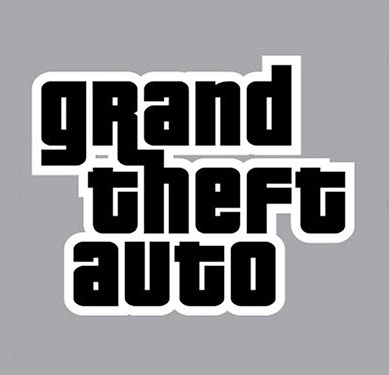
Logo du jeu présent sur le boîtier.

Grand Theft Auto Advance est annoncé par Rockstar Games à la fin de 2004 sur Game Boy Advance,. Il s'agit du septième opus de la série Grand Theft Auto et du premier développé sur console portable. Il s'agit également du premier jeu de la série classifié « 16+ » par PEGI et « M » par l'Australian Classification Board. Le jeu est commercialisé à l'international le 26 octobre 2004, la même année que Grand Theft Auto: San Andreas. En 2014, le jeu est mis à disposition en téléchargement gratuit sur Windows Phone.

## Accueil
Grand Theft Auto Advance est accueilli d'une manière mitigée par la presse spécialisée. GameRankings lui attribue une moyenne de 70 % basée sur 41 critiques. Sur Metacritic, le jeu est noté d'un 68 sur 100, basée sur 33 critiques.
Les graphismes du jeu sont bien accueilli par la presse spécialisée, comparés aux autres jeux portés sur Game Boy Advance. Craig Harris du site IGN explique que le jeu « réussit à revenir aux mêmes graphismes que les vieux jeux GTA. » Loki de Game Chronicles explique que le jeu utilise « quelques techniques » pour attribuer une « impression de 3D » et qu'« il y a une vraie profondeur et perspective lorsque vous traversez Liberty City. » L'équipe de 1UP.com attribue, cependant, au jeu des « graphismes mous » qu'elle qualifie d'« avancée médiocre » comparés aux précédents opus de la série Grand Theft Auto.
La musique est également accueillie de manière mitigée. Craig Harris, du site IGN, explique que les chansons des chaînes de radio dans les véhicules sont « trop répétitives et pas si excellentes que ça. » Scott Sharkey de 1UP.com considère la musique du jeu comme « très mauvaise » et celles sur les chaînes de radio « trop courtes et répétitives. » Jihem, du site francophone Jeuxvideo.com considèrent les musiques « comme toujours très soignées. »
Certains éléments du gameplay de Advance, en particulier la conduite, sont mal accueilli. Loki de Game Chronicles explique que « c'est trop facile de glisser dans les virages et de percuter des piétons innocents ce qui augmente votre avis de recherche. » Jeff Gerstmann du site IGN commente les mouvements de la caméra pendant la conduite : « il n'y a aucune vue d'ensemble permettant une bonne visibilité de la route. »